# Fuerzas Armadas de Sudán
Las Fuerzas Armadas de Sudán (FAS; árabe: القوات المسلحة السودانية Al-Quwwat al-Musallaha as-Sudaniyah) son las fuerzas armadas de la República de Sudán. 
Según las estimaciones de 2011 del IISS, cuenta con 109 300 personas. Comprenden las Fuerzas Terrestres, la Armada, la Fuerza Aérea y las Fuerzas de Defensa Popular. Anteriormente, también tenían unidades formadas en conjunto con los miembros del separatista Ejército de Liberación del Pueblo de Sudán en Sudán del Sur. Las Fuerzas Armadas operan bajo la autoridad de la Ley de Fuerzas Armadas Populares de 1986.

## Historia

### Origen
El origen de las fuerzas armadas sudanesas están en los grupos de defensa que el Imperio británico creó para la protección del Sudán anglo-egipcio en 1898. Durante la Segunda Guerra Mundial los británicos unificaron a los grupos de defensa en un ejército regular en 1925 conocido como Fuerza de Defensa de Sudán, sus líneas estaban compuestas por sudaneses musulmanes y cristianos, aunque varios refugiados de Etiopía se alistaron a la fuerza de defensa durante su escape de las manos del ejército realista italiano; dicho ejército colonial combatió junto a las Fuerzas Francesas Libres y al Grupo del Desierto de Largo Alcance contra las Potencias del Eje. Para 1955 cuando Sudán ya disfrutaba de una reconocida autodeterminación, Reino Unido abandonó oficialmente su antigua colonia y la Fuerza de Defensa pasó a denominarse como las Fuerzas Armadas Populares de Sudán y tiempo posterior solamente como Fuerzas Armadas de Sudán.

### Crisis y participación en la política
En el siglo XXI la principal crisis que sufrió las fuerzas armadas sudanesas fue durante la escisión de Sudán del Sur en 2011 en donde buena cantidad de su armamento y hombres pasaron a formar parte de las nuevas Fuerzas Armadas de Sudán del Sur. Las fuerzas armadas sudanesas también participan desde 2015 en la intervención militar liderada por Arabia Saudita en la guerra civil yemení. En 2019 un Consejo Militar Transitorio de las fuerzas armadas lideraron un golpe de Estado contra el presidente Omar Hasán Ahmad al Bashir, quién gobernaba el país desde 1993.En 2021 el general Abdelfatah al Burhan ,líder del Consejo Soberano de Sudán, lidera a los militares en un golpe de Estado. En este evento el ejército de Sudán arresto a los miembros civiles del consejo soberano incluyendo al primer ministro de Sudán Abdalla Hamdok y anuncia la disolución del gobierno de transición que existía desde 2019.
El 15 de abril de 2023 estallan los primeros combates de la tercera guerra civil sudanesa entre las Fuerzas Armadas, y las Fuerzas de Apoyo Rápido en la capital de Sudán, Jartumy en El Obeid en Kordofán del Norte. Al poco tiempo los combates se extendieron hacia otras zonas del país como Omdurmán, Jartum Norte, y Darfur.